# Società Idroelettrica Pont Saint Martin
La Società Idroelettrica Pont Saint Martin fu un'azienda di produzione e distribuzione di energia elettrica italiana, attiva dal 1887 al 1916.

## Nascita
Nel 1887 entrò in funzione lo stabilimento della Società “Elettrometallurgica di Pont Saint Martin” per il trattamento elettrolitico del rame. La società, insediata sul sito di un'importante ferriera attiva nel secolo precedente, fu trasformata nel 1899 in “Società Industriale Elettrochimica di Pont Saint Martin” con l'intervento della “Schuckert”, che apportò capitale privato svizzero e tedesco, e del Credito Italiano che subentrò nella società attraverso la “Società forni elettrici”.
Con un consiglio d'amministrazione di otto componenti, solo la metà dei quali
italiani, si trattava di una società basata su avviate tecnologie straniere e modelli
consolidati che inizialmente operò nel settore elettrochimico, in particolare nella
produzione di carburo di calcio, ma che integrò la sua attività con la vendita a terzi
di parte dell'energia prodotta e non impiegata direttamente nella fabbrica di carburo.
Con funzioni puramente locali, la Pont Saint Martin si concentrò prevalentemente
nelle zone del distretto industriale di Biella, escludendo almeno inizialmente
un'espansione regionale; ma a dispetto di quanto pianificato, ed a causa di una crisi
che nel 1901 colpì il mercato del carburo di calcio, abbandonò rapidamente nei
primi anni del novecento le attività chimiche per dedicarsi alla produzione e
distribuzione di energia elettrica.
La svolta si ebbe tra il 1901 ed il 1902, quando la “Pont Saint Martin” costruì nei
pressi di Pont Saint Martin un nuovo stabilimento dotato di un'importante centrale elettrica alimentata dalle acque della Dora Baltea che produceva un quantitativo di
energia elettrica di gran lunga superiore alle esigenze reali per la produzione di
carburo richiesto dal mercato.
Il totale delle quote azionarie era così ripartito: 52,5% di proprietà degli svizzero-tedeschi della
Schuckert, 42,5% Credito Italiano, il restante 5% ad un gruppo francese, .
I membri del primo consiglio di amministrazione erano i seguenti: Enrico Rava (Presidente), Hugo de Glenk
(Vicepresidente), Ferdinando Lori, Luigi Zunini, Guglielmo Pfizmayer, Charles Shlumberger-Vischer, Alberto
Vonwiller, Alexander Wacker.

## Cambio di Produzione
Per recuperare l'investimento fu presa quindi la decisione di utilizzare l'impianto
per la produzione e la distribuzione dell'energia elettrica in eccesso.
Tuttavia le difficoltà iniziali nella realizzazione degli impianti di distribuzione, in
parte dovute all'inesperienza della società che nasceva come elettrochimica, in
parte dovute alla conformazione del territorio prevalentemente montuoso,
comportarono consistenti perdite che la costrinsero ad un prestito obbligazionario di
due milioni di lire e ad una riduzione di capitale da 4 a 2,5 milioni di lire tra il 1904
ed il 1905.
Al momento dell'ingresso della “Pont Saint Martin” nell'industria elettrica molti
aspetti non furono valutati in modo appropriato dal gruppo dirigente che
considerava questa scelta come un temporaneo ripiego in previsione di un rapido
ritorno della società al settore elettrochimico.
In realtà con questa scelta fu intrapreso un percorso che allontanò gradualmente
l'impresa dal settore elettrochimico a causa di una serie di mutamenti del mercato e
della società stessa.
Dopo le perdite iniziali, la “Pont Saint Martin” ritrovò in breve tempo la stabilità
economico-finanziaria e iniziò a dare priorità alla produzione d'energia elettrica,
che risultava più vantaggiosa del carburo di calcio.
Anche il carattere locale della società venne meno con il cambio di settore
produttivo, in quanto la domanda della zona del Biellese era insufficiente a coprire
l'oneroso investimento effettuato; così per smaltire il surplus di produzione
d'energia elettrica la società ampliò il suo raggio d'azione fino ad alimentare le
industrie torinesi.

## Abbandono Settore Elettrochimico
La produzione elettrochimica fu definitivamente abbandonata nel 1913 dopo le due
nuove crisi di sovrapproduzione del carburo di calcio verificatesi tra il 1907 e il
1908.
L'abbandono del settore elettrochimico portò ad una profonda ristrutturazione
dell'impresa, ci fu un cambio radicale dei vertici societari con l'entrata di nuovi
capitali francesi e tedeschi e le azioni dell'elettrochimica furono cedute in un primo
momento alla “Società italiana dell'Elettrocarbonium” e l'anno seguente a terzi.
La nuova strategia aziendale fu sempre più rivolta all'ampliamento della rete di
distribuzione elettrica, ma si trascurò nel contempo l'ampliamento degli impianti
produttivi e di conseguenza la continua crescita della domanda di energia elettrica,
non opportunamente coperta dall'incremento dalla capacità produttiva, portò ben
presto la società in difficoltà finanziarie, a causa dei costosi rifornimenti esterni di
energia necessari per coprire la domanda.
A causa di questi costosi e continui rifornimenti ai quali si ricorse per compensare
la carenza produttiva di energia elettrica, la società iniziò un progressivo
indebitamento con la “Banca Commerciale Italiana” (COMIT).
Nel 1915, anche per la politica di italianizzazione delle imprese voluta dal governo Italiano, si giunse ad un nuovo rimpasto dei vertici societari che aumentò
l'influenza della COMIT al suo interno.
Uscirono in un primo tempo dal consiglio di amministrazione l'amministratore delegato Luigi Zunini e Ferdinando Lori, mentre morì Eugenio Rava; entrò in qualità di consigliere Paul Heina, amministratore e direttore della Société industrielle d'energie électrique di Parigi. I sindaci Carlo Kapp e Francesco Magrini vengono eletti rispettivamente amministratore delegato e consigliere; Arnaldo Marin e Raffaele Panzieri diventano sindaci. Giulio Pohl subentrò come sindaco a Vittorio Cantoni; nell'anno successivo si dimise per "ragioni personali" il presidente Enrico Rava, sostituito nella carica da Carlo Kapp, mentre il vicepresidente Alberto Vonwiller e il consigliere Charles Schlumberger-Vischer non accettarono la rielezione; Rudolf Cohen entrò invece nel consiglio di amministrazione. Il ricambio nel gruppo di controllo fu dunque radicale e sembrò essere in relazione alla progressiva svolta della politica aziendale sempre più rivolta all'attività idroelettrica, con l'originaria componente elettrochimica avviata ad un inesorabile declino. Non a caso la quota azionaria della Società italiana dei forni elettrici era ormai passata di mano e precisamente alla Société industrielle di Parigi, la quale sottoscrisse anche il 49,7 per cento dell'aumento di capitale del 1910 (da 2,5 a 3,5 milioni di lire) mentre un altro 49,8 per cento fu sottoscritto dalla Kontinentale. I francesi si fanno rappresentare, oltre che da Heina, dal Kapp che già rappresentava interessi elettrici tedeschi in Italia, confermando quindi l'ipotesi che dietro la Société di Parigi vi fossero in realtà capitali d'origine tedesca.
In ossequio alle disposizioni per l'italianizzazione dei gruppi di controllo delle imprese, il 16 dicembre 1915
si dimisero Carlo Kapp (presidente e amministratore delegato), Rodolfo Cohen (vicepresidente) e Guglielmo
Pfizmajer (consigliere), cui seguirono rispettivamente Ettore Conti, Franco Magrini, Guglielmo Galletti e Aldo
Roncaldier, mentre fu eletto consigliere delegato Giuseppe Gadda. Guido Senigaglia sostituisce Giulio Pohl
come sindaco effettivo. I mutamenti furono la testimonianza di due fatti nuovi verificatisi nel gruppo di
controllo: la crescita di influenza della Banca commerciale italiana, verso cui era aumentato l'indebitamento
soprattutto attraverso la Società per lo sviluppo delle imprese elettriche in Italia, e l'ingresso di un gruppo di
finanzieri milanesi che si erano costituiti in Società nazionale per imprese elettriche allo scopo di subentrare
nelle partecipazioni tedesche in campo elettrico.

## Periodo Bellico
Il periodo bellico aumentò notevolmente la domanda di energia elettrica,
sottolineando così ancor di più i limiti produttivi della società che iniziò ad essere
sempre più dipendente per gli approvvigionamenti di energia dalla società elettrica
Alta Italia dalla quale si riforniva abitualmente e con la quale stipulò delle intese
per l'approvvigionamento d'energia elettrica.
Questa manovra, assieme ai consistenti lavori per lo sviluppo di trasformatori atti a
ricevere l'energia elettrica acquistata, come la sottostazione di Biella-Vernato,
ridussero gli sprechi di energia consentendo di ridurre le perdite e riportare la
società ad una certa stabilità economico-finanziaria.
Tuttavia il nuovo assetto societario non durò molto, anche perché la prima guerra
mondiale aveva mostrato la decisiva importanza del settore elettrico e aveva spinto
i grandi gruppi bancari ad entrare nel settore che stava diventando di vitale
importanza per il paese.

## Acquisizione e Nascita della Sip
Gli interessi attorno alla società diventarono sempre più forti, in particolare quelli della “Banca Commerciale Italiana” che tentò di acquisirne il controllo tra il 1916 e
il 1918, tentativo ostacolato da un nutrito gruppo di industriali biellesi capitanati da
Eugenio Rivetti e da Giuseppe Besozzi insieme a Gian Giacomo Ponti, i quali nel
1918 riuscirono ad avere la meglio.
Il gruppo di industriali biellesi ottenne una risicata maggioranza, mentre alla
COMIT restava un consistente pacchetto di minoranza.
Con l'acquisizione del gruppo da parte di Gian Giacomo Ponti la società eliminava
definitivamente ogni legame o riferimento con l'industria chimica ed iniziava un
percorso che nei successivi venti anni, grazie soprattutto all'abilità personale
dell'imprenditore, l'avrebbe trasformata da un'avventura industriale di modesto
successo a uno dei maggiori gruppi italiani del settore elettrico.
Come si vedrà, la sconfitta della Comit sarà di breve durata sia per il cospicuo pacchetto direttamente ed
indirettamente ancora controllato dall'istituto milanese, sia perché il successivo eccezionale sviluppo
dell'impresa dovrà sempre più affidarsi alle risorse finanziarie della banca.
Il primo atto con cui Ponti sancì il definitivo cambio di rotta dell'impresa fu la
modifica della denominazione da “Società Industriale Elettrochimica di Pont Saint
Martin” a “SIP” (Società Idroelettrica Piemonte) e l'aumento del capitale sociale da
3 a 15 milioni di lire.